# شالوم تكفاه
شالوم تكفاه (بالعبرية: שלום תקווה‏) هو لاعب كرة قدم إسرائيلي في مركز الهجوم، ولد في 8 مايو 1965 في نتانيا في إسرائيل. شارك مع منتخب إسرائيل لكرة القدم. أما مع النوادي، فقد لعب مع ستاندارد لييج ومكابي نتانيا ونادي بوم الملكي لكرة القدم ونادي لانس ونادي نوشاتل زاماكس وهابوعيل تل أبيب.

## وصلات خارجية
- شالوم تكفاه على موقع قاعدة بيانات كرة القدم.إي يو (الإنجليزية)
- شالوم تكفاه على موقع ناشيونال فوتبول تيمز (الإنجليزية)
- شالوم تكفاه على موقع Soccerway.com (الإنجليزية)